# 신영복 (화가)
신영복(辛永卜, 1933년 4월 27일~)은 대한민국의 화가, 교육자이며 목포대학교 강사, 국립현대미술관 초대작가, 전라남도미술대전 심사위원 등을 역임했다. 남농 허건을 사사했으며, 남종화, 수묵화를 그렸다. 무등대전 심사위원, 한국화대전 운영위원, 광주시미술대전 심사위원, 전라남도미술대전 심사위원으로도 활동했다. 아호는 도촌(稻村)이다.

## 생애
1933년 일본 오사카에서 신근옥(辛根玉)과 정씨(鄭氏의 아들로 태어났다. 귀국 후 강진군의 당시 서예가이자 성리학자였던 이백련(李白蓮) 문하에서 한학을 배웠다. 1945년 한학 스승 이백련의 소개로 남농 허건을 만났다. 남농 허건에게서 회화이론, 실기를 사사했고, 뒤에 의재 허백련, 월전 장우성, 소전 손재형에게도 사사하였다. 1953년 제2회 국전 동양화부문에서 입선하였다.
1953년부터 1960년 국전에 8회 입선, 1956년~1959년 국전 특선에 3회 선정되었다. 1961년부터 1971년 국전 추천작가에 올랐고, 1972년부터 1975년 국전 초대작가, 1976년부터는 국전 심사위원에 위촉되었다. 1981년 광주시미술전 심사위원, 1992년 무등미술전 심사위원, 1993년 한국미술대전 운영위원에 위촉됐다. 목포대학교 강사로도 강의하였다. 2012년에는 옥관문화훈장을 수여받았다.

## 약력
- 남농 허건에게서 사사하였다.
- 의재 허백련, 월전 장우성, 소전 손재형에게도 사사
- 1953년 제2회 국전 동양화부문에서 입선
- 한국미술협회 회원
- ~ 1972년 대한민국미술대전 초대작가, 심사위원
- 1976년 76 대한민국미술전람회 심사위원
- 1979년 79 대한민국미술전람회 심사위원
- 목포대학교 강사
- 국립현대미술관 초대작가
- 무등대전 심사위원
- 한국화대전 운영위원
- 광주시미술대전 심사위원
- 전라남도미술대전 심사위원

## 수상 경력
- 조선대학교 미술전람회 국무총리상 수상
- 조선대학교 미술전람회 총장상 수상
- 1953년 제2회 국전 동양화부문에서 입선
- 대한민국미술대전 특선
- 2012년 옥관문화훈장 수상

## 학력
- 동광고등학교 졸업

## 기타
아산 조방원, 전정 박항환, 행보 박행보와 함께 공동으로 작업한 그림도 있다. 한 작품에 각각 장미, 진달래, 대나무, 괴석, 바위, 목련, 난 등을 각자 그려넣었다.

## 같이 보기
- 남종화
- 수묵화
- 풍경화
- 허건
- 허백련
- 장우성
- 손재형